# Yoann Arquin
Joshua Axel Arquin (Le Havre, 15 aprile 1988) è un calciatore francese, attaccante del Modica.

## Caratteristiche tecniche
È una punta centrale molto forte fisicamente, abile all’occorrenza nel fare reparto da solo. Dotato di un buon tiro dalla distanza.

## Carriera

### Club
Comincia a giocare nella seconda squadra del Nancy. Nel 2007 si trasferisce al Nantes 2. Nel 2008 passa al Quimper Cornouaille, con cui disputa 31 gare di campionato e mette a segno 10 gol. Nel 2009 viene acquistato dalla squadra riserve del PSG. Al termine della stagione rimane svincolato. Nel novembre 2010 viene ingaggiato a parametro zero dal Red Star. Nel 2011 si trasferisce in Inghilterra, all'Hereford United. Dopo una buona stagione, l'11 luglio 2012 viene ceduto al Notts County. Dopo una stagione e mezza, il 15 gennaio 2014 viene ufficializzata la sua cessione in Scozia, al Ross County. Il 14 gennaio 2015 viene acquistato dal St. Mirren, con cui gioca per sei mesi. Il 30 luglio 2015 viene acquistato dai turchi del 1461 Trabzon. Dopo una stagione, il 27 luglio 2016 si trasferisce in Svezia, al Syrianska. All'apertura della sessione invernale del calciomercato torna in Inghilterra, al Mansfield Town.
Nel 2018 si trasferisce al Qaısar Fýtbol Klýby club Kazako per poi rescindere e tornare in Inghilterra tra le file del Yeovil Town Football Club.
Nel 2019 accetta la proposta dell'Heilongjiang, club cinese collezionando 17 presenze e 7 reti. Nel 2021 passa al Wuhan militante nella Chinese Super League, la massima divisione del campionato cinese, totalizzando 5 presenze.
Nel 2022 si trasferisce in Italia dapprima in forza all’Acireale per poi rescindere ed accettare a dicembre la proposta del Siracusa, realizzando la sua prima marcatura in maglia azzurra il 5 marzo 2023 contro il Palazzolo.
L’8 aprile realizza la sua prima doppietta nel match casalingo contro il Real Siracusa. 
Il 18 giugno sigla la rete decisiva nella finale playoff contro l’Enna che varrà la promozione degli aretusei in Serie D. Al termine della stagione rinnova il suo contratto con il club azzurro.
Il 25 agosto 2023, Arquin viene ingaggiato a titolo definitivo dall'Enna, squadra militante in eccellenza. Vincendo il campionato e contribuendo alla promozione della squadra in Serie D. 

### Nazionale
Nato e cresciuto in Francia, ma di origini martinicane, sceglie di vestire la maglia della nazionale martinicana. Il debutto arriva il 7 luglio 2013, in Canada-Martinica (0-1). Mette a segno la sua prima rete con la maglia della nazionale il 12 novembre 2014, in Giamaica-Martinica (1-1), in cui mette a segno il gol del definitivo 1-1.

## Palmarès

### Club

#### Competizioni regionali
- Eccellenza: 1

Enna: 2023-2024 (girone B)